# União Desportiva de Leiria 2011-2012
Questa voce raccoglie le informazioni riguardanti l'União Desportiva de Leiria nelle competizioni ufficiali della stagione 2011-2012.

## Stagione
La stagione 2011-2012, la 18ª in massima serie per il club, è stata segnata da gravi difficoltà finanziarie. Durante la sessione di calciomercato estiva, gli Os Lis cambiarono completamente formazione rispetto all'annata precedente. Tuttavia, la squadra si ritrovò presto nelle ultime posizioni del campionato, subendo una serie di sconfitte. La crisi finanziaria impedì al presidente João Bartomeu di pagare i giocatori per mesi, provocando un crescente malcontento tra di essi. Il 29 aprile 2012, molti di loro rescissero il contratto con il club a tre giornate dal termine del campionato, costringendo la squadra a giocare una partita contro la Feirense, persa 4-0, con soli otto uomini in campo. Dopo l'evento, il presidente accusò i giocatori di ingratitudine e il club giocò le ultime due gare di campionato con formazioni comprendenti giocatori provenienti dalle giovanili.

## Rosa
Aggiornato al 12 maggio 2012.
| N. |                                | Ruolo | Calciatore         |
| -- | ------------------------------ | ----- | ------------------ |
| 1  | Brasile (bandiera)             | P     | Eduardo Gottardi   |
| 2  | Portogallo (bandiera)          | D     | Ivo Pinto          |
| 3  | Serbia (bandiera)              | D     | Miloš Obradović    |
| 4  | Portogallo (bandiera)          | C     | Manuel Curto       |
| 5  | Brasile (bandiera)             | D     | Hugo Alcântara     |
| 6  | Germania (bandiera)            | D     | Maximilian Haas    |
| 7  | Svezia (bandiera)              | A     | Nicklas Bärkroth   |
| 8  | Portogallo (bandiera)          | A     | Rúben Brígido      |
| 9  | São Tomé e Príncipe (bandiera) | A     | Luís Leal          |
| 11 | Portogallo (bandiera)          | A     | Jorge Chula        |
| 12 | Brasile (bandiera)             | P     | Luiz Carlos        |
| 14 | Portogallo (bandiera)          | D     | André Almeida      |
| 15 | Brasile (bandiera)             | D     | Edson Henrique     |
| 16 | Portogallo (bandiera)          | C     | Tiago Terroso      |
| 17 | Capo Verde (bandiera)          | A     | Djaniny            |
| 18 | Arabia Saudita (bandiera)      | D     | Abdullah Al-Hafith |
| 19 | Brasile (bandiera)             | C     | Élvis              |
| 20 | Capo Verde (bandiera)          | C     | Marco Soares       |
| 21 | Brasile (bandiera)             | C     | Marcos Paulo       |
| 22 | Portogallo (bandiera)          | D     | Pedro Almeida      |

| N. |                       | Ruolo | Calciatore         |
| -- | --------------------- | ----- | ------------------ |
| 23 | Brasile (bandiera)    | A     | Léo                |
| 25 | Portogallo (bandiera) | D     | Hugo Gomes         |
| 28 | Portogallo (bandiera) | C     | Filipe Oliveira    |
| 29 | Brasile (bandiera)    | C     | Cacá               |
| 30 | Brasile (bandiera)    | A     | Jô                 |
| 33 | Brasile (bandiera)    | D     | Diego Gaúcho       |
| 35 | Argentina (bandiera)  | D     | José Shaffer       |
| 37 | Francia (bandiera)    | D     | Yvan Erichot       |
| 41 | Brasile (bandiera)    | A     | Robinho            |
| 66 | Mali (bandiera)       | C     | Alphousseyni Keita |
| 70 | Brasile (bandiera)    | D     | Maykon             |
| 71 | Portogallo (bandiera) | D     | Luís Oliveira      |
| 72 | Portogallo (bandiera) | C     | Miguel Baptista    |
| 74 | Portogallo (bandiera) | D     | Miguel Rodrigues   |
| 75 | Portogallo (bandiera) | C     | Carlos Daniel      |
| 80 | Brasile (bandiera)    | D     | Patrick            |
| 90 | Nigeria (bandiera)    | C     | John Ogu           |
| 93 | Slovenia (bandiera)   | P     | Jan Oblak          |
| 95 | Brasile (bandiera)    | P     | Rafael Copetti     |
| 99 | Brasile (bandiera)    | A     | Bruno Moraes       |

## Calciomercato

### Sessione estiva(dal 1º luglio al 31 agosto)
| Acquisti         | Acquisti        | Acquisti           | Acquisti      |
| R.               | Nome            | da                 | Modalità      |
| ---------------- | --------------- | ------------------ | ------------- |
| P                | Jan Oblak       | Benfica            | prestito      |
| D                | André Almeida   | Benfica            | prestito      |
| D                | Maykon          | Paços Ferreira     | definitivo    |
| D                | Edson Henrique  | Figueirense        | prestito      |
| D                | Hugo Alcântara  | Athl. Paranaense   | definitivo    |
| D                | Ivo Pinto       | Rio Ave            | prestito      |
| D                | Yvan Erichot    | Monaco             | prestito      |
| D                | José Shaffer    | Benfica            | prestito      |
| C                | Élvis           | Benfica            | prestito      |
| C                | Manuel Curto    | Naval              | definitivo    |
| C                | Tiago Terroso   | Varzim             | definitivo    |
| A                | Bruno Moraes    | Naval              | definitivo    |
| A                | Djaniny         | Velense            | definitivo    |
| A                | Felipe Martins  | Alcanenense        | prestito      |
| A                | Jô              | Juventus AC        | prestito      |
| A                | Jorge Chula     | Porto              | definitivo    |
| A                | Léo             | Internacional      | definitivo    |
| A                | Luís Leal       | Estoril Praia      | definitivo    |
| A                | Robinho         | Sharjah            | definitivo    |
| Altre operazioni |                 |                    |               |
| D                | Diego Gaúcho    | Brașov             | fine prestito |
| D                | Renato Saldanha | Fátima             | fine prestito |
| A                | Issouf Ouattara | Trofense           | fine prestito |
| A                | Alberto         | Atlético Reguengos | fine prestito |
| R.               | Nome            | da                 | Modalità      |

| Cessioni         | Cessioni              | Cessioni             | Cessioni                |
| R.               | Nome                  | a                    | Modalità                |
| ---------------- | --------------------- | -------------------- | ----------------------- |
| P                | Mika                  | Benfica              | definitivo (500 mila €) |
| D                | Bruno Miguel          | Astra Giurgiu        | definitivo              |
| D                | Mamadou Tall          | Persepolis           | definitivo              |
| D                | Paulo Vinícius        | Braga                | definitivo              |
| D                | Saïdou Panandétiguiri | Haras El-Hodood      | definitivo              |
| C                | Bruno Cepeda          | Fátima               | prestito                |
| C                | Leandro Lima          | Avaí                 | definitivo              |
| C                | Paulo Sérgio          | Selangor             | definitivo              |
| C                | Ricardo Pateiro       | Rio Ave              | definitivo              |
| C                | Diego Amado           | Estoril Praia        | prestito                |
| A                | Alberto               | Pinhalnovense        | prestito                |
| A                | Fabrício              | Estoril Praia        | prestito                |
| A                | João Valente          | Fátima               | prestito                |
| A                | Rodrigo               | Estoril Praia        | prestito                |
| A                | Serge N'Gal           | USM Alger            | definitivo              |
| A                | Vjatšeslav Zahovaiko  | Debrecen             | definitivo              |
| Altre operazioni |                       |                      |                         |
| R.               | Nome                  | a                    | Modalità                |
| D                | Renato Saldanha       |                      | svincolato              |
| D                | Zé António            |                      | svincolato              |
| C                | Manuel Iturra         | Universidad de Chile | fine prestito           |
| A                | Issouf Ouattara       |                      | svincolato              |
| A                | Chengdong Zhang       | Mafra                | fine prestito           |
| A                | João Silva            | Everton              | fine prestito           |

### Sessione invernale(dal 1º gennaio al 31 gennaio)
| Acquisti         | Acquisti           | Acquisti     | Acquisti   |
| R.               | Nome               | da           | Modalità   |
| ---------------- | ------------------ | ------------ | ---------- |
| P                | Rafael Copetti     | Benfica B    | definitivo |
| D                | Abdullah Al-Hafith | Al-Ettifaq   | definitivo |
| D                | Maximilian Haas    |              | definitivo |
| C                | Alphousseyni Keita | Nîmes        | definitivo |
| C                | John Ogu           |              | definitivo |
| A                | Nicklas Bärkroth   | IFK Göteborg | definitivo |
| A                | Djaniny            | Benfica      | prestito   |
| Altre operazioni |                    |              |            |
| R.               | Nome               | da           | Modalità   |

| Cessioni         | Cessioni      | Cessioni          | Cessioni      |
| R.               | Nome          | a                 | Modalità      |
| ---------------- | ------------- | ----------------- | ------------- |
| D                | Diego Gaúcho  | Brasil de Pelotas | definitivo    |
| D                | Yvan Erichot  | Monaco            | prestito      |
| C                | Tiago Terroso | Čornomorec'       | definitivo    |
| A                | Léo           | Náutico           | definitivo    |
| A                | Jorge Chula   | Covilhã           | definitivo    |
| Altre operazioni |               |                   |               |
| R.               | Nome          | a                 | Modalità      |
| D                | André Almeida | Benfica           | fine prestito |
| A                | Jô            | Juventus AC       | fine prestito |

### Operazioni esterne alla sessione estiva
| Acquisti | Acquisti | Acquisti | Acquisti |
| R.       | Nome     | da       | Modalità |
| -------- | -------- | -------- | -------- |

| Cessioni | Cessioni     | Cessioni | Cessioni   |
| R.       | Nome         | a        | Modalità   |
| -------- | ------------ | -------- | ---------- |
| A        | Bruno Moraes |          | svincolato |

## Risultati

### Taça de Portugal
| Arbitro: | Miguel |

|               |           |            |
| Djão 65’, 87’ | Marcatori | 28’ Gaúcho |

### Taça da Liga
| Arbitro: | Santos |

|                                  |           |           |
| Platini 3’ Alex 20’ Simões 90+4’ | Marcatori | 87’ Élvis |

| Arbitro: | Machado |

|            |           |  |
| Moraes 52’ | Marcatori |  |

## Statistiche

### Statistiche di squadra
Statistiche aggiornate al 2 luglio 2024.
| Competizione     | Punti | In casa | In casa | In casa | In casa | In casa | In casa | In trasferta | In trasferta | In trasferta | In trasferta | In trasferta | In trasferta | Totale | Totale | Totale | Totale | Totale | Totale | DR  |
| Competizione     | Punti | G       | V       | N       | P       | Gf      | Gs      | G            | V            | N            | P            | Gf           | Gs           | G      | V      | N      | P      | Gf     | Gs     | DR  |
| ---------------- | ----- | ------- | ------- | ------- | ------- | ------- | ------- | ------------ | ------------ | ------------ | ------------ | ------------ | ------------ | ------ | ------ | ------ | ------ | ------ | ------ | --- |
| Primeira Liga    | 19    | 15      | 4       | 2       | 9       | 14      | 29      | 15           | 1            | 2            | 12           | 11           | 27           | 30     | 5      | 4      | 21     | 25     | 56     | -31 |
| Taça de Portugal | -     | 0       | 0       | 0       | 0       | 0       | 0       | 1            | 0            | 0            | 1            | 1            | 2            | 1      | 0      | 0      | 1      | 1      | 2      | -1  |
| Taça de Liga     | -     | 1       | 1       | 0       | 0       | 1       | 0       | 1            | 0            | 0            | 1            | 1            | 3            | 2      | 1      | 0      | 1      | 2      | 3      | -3  |
| Totale           | -     | 16      | 5       | 2       | 9       | 15      | 29      | 17           | 1            | 2            | 14           | 13           | 32           | 33     | 6      | 4      | 23     | 28     | 61     | -33 |

### Andamento in campionato
| Giornata  | 1  | 2  | 3  | 4  | 5  | 6  | 7  | 8  | 9  | 10 | 11 | 12 | 13 | 14 | 15 | 16 | 17 | 18 | 19 | 20 | 21 | 22 | 23 | 24 | 25 | 26 | 27 | 28 | 29 | 30 |
| --------- | -- | -- | -- | -- | -- | -- | -- | -- | -- | -- | -- | -- | -- | -- | -- | -- | -- | -- | -- | -- | -- | -- | -- | -- | -- | -- | -- | -- | -- | -- |
| Luogo     | C  | T  | C  | T  | C  | T  | C  | T  | C  | T  | T  | C  | T  | C  | T  | T  | C  | T  | C  | T  | C  | T  | C  | T  | C  | C  | T  | C  | T  | C  |
| Risultato | P  | P  | P  | V  | P  | P  | V  | P  | V  | P  | P  | V  | P  | P  | N  | N  | P  | P  | N  | P  | P  | P  | V  | P  | P  | N  | P  | P  | P  | P  |
| Posizione | 14 | 16 | 16 | 14 | 15 | 15 | 13 | 14 | 11 | 13 | 14 | 11 | 13 | 15 | 15 | 14 | 15 | 16 | 15 | 16 | 16 | 16 | 15 | 15 | 15 | 15 | 16 | 16 | 16 | 16 |

Fonte:  União de Leiria Calendario 11/12, su transfermarkt.it. URL consultato il 3 agosto 2024.
Legenda:

Luogo: C = Casa; T = Trasferta. Risultato: V = Vittoria; N = Pareggio; P = Sconfitta.

### Statistiche dei giocatori
Sono in corsivo i calciatori che hanno lasciato la società a stagione in corso.
| Giocatore    | Liga Portugal | Liga Portugal | Liga Portugal | Liga Portugal | Taça de Portugal | Taça de Portugal | Taça de Portugal | Taça de Portugal | Allianz Cup | Allianz Cup | Allianz Cup | Allianz Cup | Totale   | Totale | Totale      | Totale     |
| Giocatore    | Presenze      | Reti          | Ammonizioni   | Espulsioni    | Presenze         | Reti             | Ammonizioni      | Espulsioni       | Presenze    | Reti        | Ammonizioni | Espulsioni  | Presenze | Reti   | Ammonizioni | Espulsioni |
| ------------ | ------------- | ------------- | ------------- | ------------- | ---------------- | ---------------- | ---------------- | ---------------- | ----------- | ----------- | ----------- | ----------- | -------- | ------ | ----------- | ---------- |
| A. Al-Hafith | 4             | 0             | 2             | 0             | 0                | 0                | 0                | 0                | 0           | 0           | 0           | 0           | 4        | 0      | 2           | 0          |
| H. Alcântara | 5             | 0             | 1             | 0             | 0                | 0                | 0                | 0                | 0           | 0           | 0           | 0           | 5        | 0      | 1           | 0          |
| A. Almeida   | 11            | 1             | 5             | 0             | 1                | 0                | 0                | 0                | 0           | 0           | 0           | 0           | 12       | 1      | 5           | 0          |
| P. Almeida   | 3             | 0             | 0             | 0             | 0                | 0                | 0                | 0                | 0           | 0           | 0           | 0           | 3        | 0      | 0           | 0          |
| N. Bärkroth  | 10            | 0             | 0             | 0             | 0                | 0                | 0                | 0                | 0           | 0           | 0           | 0           | 10       | 0      | 0           | 0          |
| M. Baptista  | 1             | 0             | 0             | 0             | 0                | 0                | 0                | 0                | 0           | 0           | 0           | 0           | 1        | 0      | 0           | 0          |
| R. Brígido   | 6             | 0             | 0             | 0             | 0                | 0                | 0                | 0                | 0           | 0           | 0           | 0           | 6        | 0      | 0           | 0          |
| Cacá         | 13            | 0             | 0             | 0             | 0                | 0                | 0                | 0                | 1           | 0           | 0           | 0           | 14       | 0      | 0           | 0          |
| L. Carlos    | 2             | -4            | 0             | 0             | 0                | 0                | 0                | 0                | 2           | -3          | 0           | 0           | 4        | -7     | 0           | 0          |
| J. Chula     | 0             | 0             | 0             | 0             | 1                | 0                | 1                | 0                | 2           | 0           | 0           | 0           | 3        | 0      | 1           | 0          |
| R. Copetti   | 1             | -1            | 0             | 0             | 0                | 0                | 0                | 0                | 0           | 0           | 0           | 0           | 1        | -1     | 0           | 0          |
| M. Curto     | 20            | 1             | 4             | 0             | 0                | 0                | 0                | 0                | 2           | 0           | 0           | 0           | 22       | 1      | 4           | 0          |
| C. Daniel    | 2             | 0             | 0             | 0             | 0                | 0                | 0                | 0                | 0           | 0           | 0           | 0           | 2        | 0      | 0           | 0          |
| Djaniny      | 28            | 5             | 3             | 1             | 0                | 0                | 0                | 0                | 1           | 0           | 0           | 0           | 29       | 5      | 3           | 1          |
| Élvis        | 24            | 1             | 6             | 0             | 1                | 0                | 0                | 0                | 2           | 1           | 1           | 0           | 27       | 2      | 7           | 0          |
| Y. Erichot   | 1             | 0             | 0             | 0             | 0                | 0                | 0                | 0                | 1           | 0           | 0           | 0           | 2        | 0      | 0           | 0          |
| D. Gaúcho    | 10            | 2             | 1             | 0             | 1                | 1                | 1                | 0                | 2           | 0           | 0           | 0           | 13       | 3      | 2           | 0          |
| E. Gottardi  | 12            | -23           | 1             | 0             | 0                | 0                | 0                | 0                | 0           | 0           | 0           | 0           | 12       | -23    | 1           | 0          |
| H. Gomes     | 1             | 0             | 1             | 0             | 0                | 0                | 0                | 0                | 0           | 0           | 0           | 0           | 1        | 0      | 1           | 0          |
| M. Haas      | 10            | 0             | 3             | 0             | 0                | 0                | 0                | 0                | 0           | 0           | 0           | 0           | 10       | 0      | 3           | 0          |
| E. Henrique  | 20            | 0             | 7             | 1             | 1                | 0                | 0                | 0                | 1           | 0           | 0           | 0           | 22       | 0      | 7           | 1          |
| Jô           | 12            | 0             | 2             | 1             | 1                | 0                | 0                | 0                | 2           | 0           | 1           | 0           | 15       | 0      | 3           | 1          |
| A. Keita     | 6             | 0             | 0             | 0             | 0                | 0                | 0                | 0                | 0           | 0           | 0           | 0           | 6        | 0      | 0           | 0          |
| L. Leal      | 16            | 2             | 0             | 0             | 1                | 0                | 0                | 0                | 2           | 0           | 0           | 0           | 19       | 2      | 0           | 0          |
| Léo          | 5             | 1             | 0             | 0             | 1                | 0                | 0                | 0                | 2           | 0           | 0           | 0           | 8        | 1      | 0           | 0          |
| Maykon       | 10            | 0             | 1             | 0             | 0                | 0                | 0                | 0                | 2           | 0           | 0           | 1           | 12       | 0      | 1           | 1          |
| B. Moraes    | 18            | 6             | 2             | 0             | 1                | 0                | 0                | 0                | 2           | 1           | 1           | 0           | 21       | 7      | 3           | 0          |
| M. Obradović | 8             | 0             | 2             | 0             | 0                | 0                | 0                | 0                | 0           | 0           | 0           | 0           | 8        | 0      | 2           | 0          |
| J. Oblak     | 16            | -28           | 1             | 1             | 1                | -2               | 0                | 0                | 0           | 0           | 0           | 0           | 17       | -30    | 1           | 1          |
| J. Ogu       | 17            | 3             | 4             | 0             | 0                | 0                | 0                | 0                | 0           | 0           | 0           | 0           | 17       | 3      | 4           | 0          |
| L. Oliveira  | 2             | 0             | 1             | 0             | 0                | 0                | 0                | 0                | 0           | 0           | 0           | 0           | 2        | 0      | 1           | 0          |
| F. Oliveira  | 4             | 0             | 0             | 0             | 0                | 0                | 0                | 0                | 0           | 0           | 0           | 0           | 4        | 0      | 0           | 0          |
| M. Paulo     | 26            | 0             | 2             | 0             | 1                | 0                | 0                | 0                | 2           | 0           | 0           | 0           | 29       | 0      | 2           | 0          |
| Patrick      | 7             | 0             | 2             | 1             | 1                | 0                | 0                | 0                | 1           | 0           | 0           | 0           | 9        | 0      | 2           | 1          |
| I. Pinto     | 25            | 0             | 5             | 1             | 1                | 0                | 0                | 0                | 0           | 0           | 0           | 0           | 26       | 0      | 5           | 1          |
| Robinho      | 8             | 0             | 0             | 0             | 0                | 0                | 0                | 0                | 0           | 0           | 0           | 0           | 8        | 0      | 0           | 0          |
| M. Rodrigues | 2             | 0             | 0             | 0             | 0                | 0                | 0                | 0                | 0           | 0           | 0           | 0           | 2        | 0      | 0           | 0          |
| J. Shaffer   | 15            | 2             | 3             | 2             | 1                | 0                | 0                | 0                | 0           | 0           | 0           | 0           | 16       | 2      | 3           | 2          |
| M. Soares    | 14            | 0             | 1             | 0             | 0                | 0                | 0                | 0                | 0           | 0           | 0           | 0           | 14       | 0      | 1           | 0          |
| T. Terroso   | 15            | 0             | 4             | 0             | 0                | 0                | 0                | 0                | 1           | 0           | 1           | 0           | 16       | 0      | 5           | 0          |